# Allophylus tanzaniensis
Allophylus tanzaniensis är en kinesträdsväxtart som beskrevs av Frances G. Davies. Allophylus tanzaniensis ingår i släktet Allophylus och familjen kinesträdsväxter. Inga underarter finns listade i Catalogue of Life.